# 宇都宮市立清原東小学校
宇都宮市立清原東小学校（うつのみやしりつ きよはらひがししょうがっこう）は、栃木県宇都宮市氷室町にある公立小学校。

## 沿革
- 1892年（明治25年）8月20日 - 芳賀郡立上籠谷尋常小学校分教場として、清原村字氷室中妻台（現・清原団地浄水場北側）に創設
- 1900年（明治33年）9月 - 上籠谷尋常小学校より独立し氷室尋常小学校となる
- 1904年（明治37年）7月 - 中妻臼内（現・平野医院付近）に校舎新築
- 1910年（明治43年）4月 - 清原尋常高等小学校氷室分教場と改称
- 1916年（大正5年）5月 - 校舎を中妻西（現校舎の南側）へ移転
- 1941年（昭和16年）4月1日 - 国民学校令により清原村立清原国民学校氷室分教場と改称
- 1947年（昭和22年）4月1日 - 学制改革により清原村立清原東小学校と改称
- 1954年（昭和29年）8月10日 - 宇都宮市と合併により、宇都宮市立清原東小学校と改称

## 通学区域
通学区域は以下の通り。
- 宇都宮市
  - 清原工業団地の一部、氷室町、清原台5丁目 - 6丁目

## 交通
- JR宇都宮駅東口より東方向へ約10km
- 関東自動車 益子方面行の路線バス 氷室バス停留所下車すぐ